# Cooperiini
Die Cooperiini sind eine Tribus der Fadenwürmer, die als Parasiten im Darmtrakt von Säugetieren und Vögeln auftreten. Von tiermedizinischer Bedeutung ist vor allem die Gattung Cooperia.

## Merkmale und Lebenszyklus
Die Mundkapsel ist reduziert, ein Kopfbläschen vorhanden. Das Längsleisten der Außenhülle (Synlophe) sind beidseits symmetrisch. Weibchen haben für gewöhnlich zwei Uteri. Der Schwanz ist ohne Dorn.
Die artenreiche Tribus wird nach der Morphologie der Rippen der Bursa copulatrix der Männchen in drei Untertribus gegliedert. Die Cooperiinii sind Darmparasiten bei Wiederkäuern haben ein 2-2-1-Muster, wobei die 3. Rippe länger als die fünfte ist. Die Libyostrongylinii sind Parasiten bei Nagetieren und flugunfähigen Vögeln. Sie zeigen ein 1-3-1-Muster, wobei die dritte Rippe kürzer oder gleich lang zur fünften ist. Die Obeliscoidinii sind Parasiten bei Kaninchen, Tapir und Vögeln. Die Bursarippen zeigen ein 2-1-2-Muster, wobei 5. und 6. verbunden sind oder parallel verlaufen.
Die Ansteckung erfolgt durch orale Aufnahme der Drittlarve. Typisch ist eine Entwicklungspause (Hypobiose, Dauerstadium) während der Larvenentwicklung.

## Systematik
Das Taxon war in der klassischen Systematik eine Familie (Cooperiidae). Nach der neueren Systematik wurde sie zur Tribus herabgestuft und in die Familie Trichostrongylidae einsortiert. Im Tribus sind 60 Arten in 10 Gattungen vereinigt:
- Chabaudstrongylus Durette-Desset & Denke, 1978
- Cooperia Ransom, 1907
- Gazellostrongylus Yeh, 1956
- Impalaia Moennig, 1923
- Megacooperia Khalil & Gibbons, 1976
- Minutostrongylus Le-Roux, 1936
- Neocooperia Fotedar & Bambroo, 1971
- Paracooperia Travassos, 1935
- Paracooperioides Boomker, Horak & de Vos, 1981
- Pseudostertagia Orloff, 1933